# Етел (Міссурі)
Етел (англ. Ethel) — місто (англ. city) в США, в окрузі Мейкон штату Міссурі. Населення — 41 особа (2020).

## Географія
Етел розташований за координатами 39°53′38″ пн. ш. 92°44′27″ зх. д. / 39.89389° пн. ш. 92.74083° зх. д. (39.893781, -92.740710).  За даними Бюро перепису населення США в 2010 році місто мало площу 0,59 км², з яких 0,59 км² — суходіл та 0,00 км² — водойми.

## Демографія
Згідно з переписом 2010 року, у місті мешкали 62 особи в 36 домогосподарствах у складі 17 родин. Густота населення становила 104 особи/км².  Було 54 помешкання (91/км²).
Расовий склад населення:
| - 98,4 % — білих |

До двох чи більше рас належало 1,6 %. Частка іспаномовних становила 1,6 % від усіх жителів.
За віковим діапазоном населення розподілялося таким чином: 6,5 % — особи молодші 18 років, 54,8 % — особи у віці 18—64 років, 38,7 % — особи у віці 65 років та старші. Медіана віку мешканця становила 60,5 року. На 100 осіб жіночої статі у місті припадало 129,6 чоловіків;  на 100 жінок у віці від 18 років та старших — 132,0 чоловіків також старших 18 років.
Середній дохід на одне домашнє господарство  становив 23 300 доларів США (медіана — 16 875), а середній дохід на одну сім'ю — 23 119 доларів (медіана — 16 875). За межею бідності перебувало 60,8 % осіб, у тому числі 100,0 % дітей у віці до 18 років та 31,6 % осіб у віці 65 років та старших.
Цивільне працевлаштоване населення становило 7 осіб. Основні галузі зайнятості: мистецтво, розваги та відпочинок — 57,1 %, роздрібна торгівля — 28,6 %, виробництво — 14,3 %.